# 大巴哈奇卡區

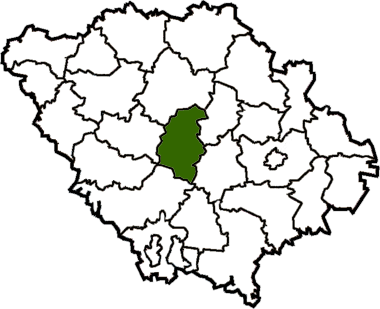
大巴哈奇卡區在波爾塔瓦州的位置

大巴哈奇卡區（烏克蘭語：Великобагачанський район）是烏克蘭中部波爾塔瓦州的旧區，区府为大巴哈奇卡，2020年被撤銷。該區面積1,000平方公里，2015年人口25,327人，人口密度每平方公里25.3人。

## 外部連結
- Official homepage（页面存档备份，存于）